# Luccas Neto
Luccas Neto Ferreira (Rio de Janeiro, 8 de fevereiro de 1992) é um youtuber, ator, empresário e apresentador de televisão brasileiro. Criador do Luccas Toon, consolidou-se como um dos maiores nomes do entretenimento infantojuvenil para a web. Seu canal no YouTube conta com mais de 51 milhões de inscritos e já ultrapassou a marca de 31 bilhões de visualizações acumuladas em vídeos. Em dezembro de 2019, entrou no ranking do instituto QualiBest como um dos maiores influenciadores digitais do Brasil.

## Biografia
Luccas Neto Ferreira nasceu no dia 8 de fevereiro de 1992 no Rio de Janeiro. Cresceu no chamado Buraco do Padre, no bairro do Engenho Novo, Zona Norte da cidade do Rio de Janeiro. Ele é filho de Rosa Esmeralda Pimenta Neto e irmão mais novo do também youtuber Felipe Neto. Sua mãe é portuguesa.

## Carreira
Luccas iniciou sua carreira em uma agência de network e posteriormente criou o seu próprio canal no YouTube em 2014, se intitulando Hater Sincero e fazendo vídeos controversos para o público adulto. Em janeiro de 2016, foi condenado a pagar indenização de quarenta mil reais à família da youtuber Viih Tube, por ofender a jovem. Em processo semelhante, Felipe Neto foi inocentado.
Em 2017, mudou de foco e começou a investir no conteúdo infantil com a criação da empresa Luccas Toon, focada em produções para o Youtube, que rendeu a ele destaque nas mídias sociais brasileiras. Em entrevista, Luccas afirmou que seu objetivo é educar e entreter, com faixa etária para todos os públicos. No mesmo período, ele e seu irmão iniciaram juntos um canal denominado no youtube chamado Irmãos Neto, que depois de um tempo teve seu nome mudado para Canal IN. Luccas Neto recebeu críticas que o consideravam apelador para o merchandising voltado ao público infantil, incentivador a ingestão de doces e alimentos inadequados e consumismo. A pesquisadora da Universidade Federal do Rio Grande do Sul (UFRGS), Maria Clara Monteiro, o classificou como um dos Youtubers que mais apelam à publicidade infantil. Neto então afirmou que o conteúdo de seu canal foi reposicionado para o público alvo, no primeiro semestre de 2018, com conteúdos educacionais, de cunho social e entretenimento, baseado na criação e reprodução de histórias, fábulas e clássicos contos do universo infantil. Segundo Neto, 96 vídeos que continham palavrões foram apagados, e ele seguiria de forma mais responsável com as propagandas para o conteúdo tornar-se mais positivo. Em maio de 2020, anunciou o lançamento de seu novo canal voltado para o público adulto, o Luccas Life.
Em novembro de 2021, o Diário de Notícias publicou em Portugal um artigo apontando que devido a fato de assistirem muito as produções de Luccas Neto, crianças no país estão começando a falar apenas o português brasileiro, em vez do dialeto materno, o português de Portugal. Devido ao caso, foi anunciado que as produções do Luccas Neto passariam a ser dubladas com sotaque de Portugal.
Em 2023, fez sua estreia nos cinemas com o filme Os Aventureiros - A Origem. Em 27 de novembro de 2023, foi contratado pelo SBT para apresentar SBT Apresenta: Luccas Toon, um programa infantil que estreou no ano seguinte. Em 2024, lançou dois filmes cinematográficos, Príncipe Lu e a Lenda do Dragão e Luccas E Gi em: Dinossauros.

## Empresas

### Take 4 Content
Ao lado de João Pedro Paes Leme, jornalista e ex-diretor executivo da Rede Globo, de seu irmão Felipe Neto e Cassiano Scarambone, Luccas integrava o time de sócios da Take 4 Content, empresa especializada em curadoria de conteúdo digital. Em agosto de 2019, Luccas e Felipe junto com João Pedro deixaram a Take 4 Content após 2 anos de atividade, apenas Cassiano permaneceu no comando do local. Felipe e João Pedro criaram a Play9 uma empresa que faz parte de um grande hub de inteligência para levar soluções digitais integradas aos clientes, sejam eles marcas pessoais ou empresas. Por conta da participação menor do Youtuber nos vídeos, o canal Irmãos Neto mudou de nome, denominado hoje como Canal IN.

### Luccas Toon Studio
Atualmente, Luccas assumiu a Luccas Toon, sendo responsável pela expansão do seu negócio que hoje envolve licenciamento de produtos, produção de filmes para várias plataformas, além do canal no YouTube. A fabricante de brinquedos Grow firmou parceria com a Luccas Toon para promover a venda de seus produtos.
Em 2018, a empresa contratou uma equipe de profissionais de diversas áreas, como psicólogos, pedagogos e psicopedagogos, que supervisionam e aprovam os conteúdos dos episódios.[carece de fontes?] Em março de 2018, a empresa lançou sua linha de brinquedos, cujo primeiro produto foi um boneco. Nesse mesmo ano foram vendidos mais de 240 mil produtos. No lançamento do seu primeiro livro para o mercado brasileiro, bateu o recorde histórico de pré-venda que antes era da saga Harry Potter. Ele vendeu 54 mil livros, contra 46 mil que haviam sido vendidos por JK Rowling. Segundo o site especializado Publish News, o primeiro livro As Aventuras na Netoland, configurou o recorde de vendas do país em 2018.
Durante a turnê "Netoland Com Luccas Neto", mais de 200 mil pessoas assistiram o show em todo o país. Foram 93 sessões no total, sendo que 75 esgotadas. Só na Jeunesse Arena, espaço de shows localizado no Rio de Janeiro, o público chegou a 12 mil espectadores. O filme especial Perdidos na Noite de Natal , disponível na plataforma Net NOW, contou com 200 mil locações em apenas um mês.
Em junho de 2018, a Luccas Toon liderou o ranking mundial com 400 milhões de visualizações, à frente do aclamado PewDiePie e dos irmãos americanos Logan e Jake Paul. A Luccas Toon está no top 5 canais brasileiros em números de inscritos. a empresa é a mais assistida em um único mês no Brasil, ao conquistar 310 milhões de visualizações, ultrapassando o canal de seu irmão Felipe, detentor do antigo recorde de 256 milhões. No quesito novos inscritos, em maio de 2018 foi o canal que mais ganhou fãs em 30 dias, registrando 1,35 milhões de seguidores. Desde novembro de 2017, ocupa a posição do canal mais assistido no Brasil, atingindo a marca de 356 milhões de visualizações por mês. Por ano, o canal cresce em média 196%,[carece de fontes?] enquanto por dia, atinge a marca de 14,1 milhões de visualizações. a Luccas Toon contabilizou 27 milhões de inscritos no canal, média de crescimento por mês é de 500 mil seguidores, sendo que em outubro e novembro de 2017, o canal da Luccas Toon foi o que mais cresceu mundialmente.
Em fevereiro de 2018, a Luccas Toon bateu o recorde do YouTube, com 304 milhões de visualizações em 30 dias. Em novembro de 2019, o número de brinquedos do Luccas Neto superou os da boneca Barbie, com 750 mil unidades vendidas, de acordo com NPD Group, até nesse período a Luccas Toon é responsável por empregar 50 pessoas diretamente e outras centenas indiretamente. Foi o segundo brinquedo mais vendido do Brasil, em 2019. Os livros As Aventuras na Netoland Com Luccas Neto e Brincando Com Luccas Neto entraram na lista dos 15 mais vendidos de 2019 no Brasil.
Em 15 de abril de 2021, lançou o filme Luccas Neto em: Duas Babás Muito Esquisitas. Em 15 de dezembro de 2021, lançou o filme Luccas Neto em: O Hotel Mágico 2, com versão de dublagem em português de Portugal. Em 8 de abril de 2022, lançou o filme Luccas Neto em: O Plano dos Vilões - disponível nas plataformas streaming para aluguel ou compra.

## Vida pessoal
Luccas namorou por sete anos a também Youtuber Thayane Lima, com quem terminou o relacionamento em 2018. No mesmo ano iniciou uma relação com a Youtuber e atriz Jéssica Diehl. Em 9 de agosto de 2020, no dia dos pais, Luccas anunciou que sua namorada estava grávida de seis meses. Luccas contou que não revelou a gravidez antes porque Jéssica já havia sofrido um aborto em gestação anterior. Em 31 de outubro de 2020, nasceu o primeiro filho do casal, Luke. Em 16 de maio de 2021, Luccas Neto e Jéssica Diehl oficializaram o casamento. O casal compartilhou fotos da cerimônia nas redes sociais. Em 4 de abril de 2023 nasceu Anakin, o segundo filho do casal.

## Filmografia
| Internet   | Internet            | Internet                | Internet                                                     |
| Período    | Título              | Personagem              | Nota(s)                                                      |
| ---------- | ------------------- | ----------------------- | ------------------------------------------------------------ |
| 2014-2016  | Hater Sincero       |                         | Primeiro trabalho notável                                    |
| 2014-atual | Luccas Neto         | Ele mesmo               | Canal Oficial no YouTube                                     |
| 2017-2022  | Canal IN            | Ele mesmo               | Canal no YouTube em parceria com seu irmão, Felipe Neto      |
| 2020-atual | Luccas Toon Studio  | Ele mesmo/Participações | Bastidores da produção de episódios da empresa "Luccas Toon" |
| 2020-atual | Luccas Toon Libras  | Ele mesmo               | Canal no YouTube em libras                                   |
| 2020-atual | Luccas e Jessi Life | Ele mesmo               | Canal no YouTube voltado para o público adulto               |
| 2020-atual | Luccas Toon Games   | Ele mesmo               | Canal no Youtube para vídeos de jogos                        |
| 2020-atual | Rox Teen            | Ele mesmo               | Canal no Youtube voltado para o público jovem                |
| 2020-atual | Luccas Toon Kids    | Ele Mesmo (Voz)         | Canal no Youtube em desenho animado                          |
| 2021-atual | Luccas Neto Vlog    | Ele Mesmo               | Canal no Youtube voltado para o público jovem                |

| Televisão  | Televisão                  | Televisão    | Televisão | Televisão |
| Ano        | Título                     | Função       | Nota(s)   | Ref.      |
| ---------- | -------------------------- | ------------ | --------- | --------- |
| 2024-atual | SBT Apresenta: Luccas Toon | Apresentador |           |           |

| Cinema     | Cinema                                      | Cinema           | Cinema |
| Lançamento | Título                                      | Personagem       | Ref.   |
| ---------- | ------------------------------------------- | ---------------- | ------ |
| 2018       | Luccas Neto Em: Perdidos na Noite de Natal  | Luccas           |        |
| 2019       | Luccas Neto Em: Uma Babá Muito Esquisita    | Luccas           |        |
| 2019       | Luccas Neto Em: Acampamento de Férias       | Luccas           |        |
| 2019       | Luccas Neto Em: Dia das Crianças            | Luccas           |        |
| 2019       | Luccas Neto Em: O Fim do Natal              | Luccas           |        |
| 2020       | Luccas Neto Em: Acampamento de Férias 2     | Luccas           |        |
| 2020       | Luccas Neto Em: O Hotel Mágico              | Luccas           | [ 46 ] |
| 2020       | Luccas Neto Em: O Mapa do Tesouro           | Luccas           |        |
| 2020       | Luccas Neto Em: Um Natal Muito Atrapalhado  | Luccas           |        |
| 2021       | Luccas Neto Em: Acampamento de Férias 3     | Luccas           |        |
| 2021       | Luccas Neto Em: Duas Babás Muito Esquisitas | Luccas           |        |
| 2021       | Luccas Neto Em: O Mapa do Tesouro 2         | Luccas           |        |
| 2021       | Luccas Neto Em: O Hotel Mágico 2            | Luccas           |        |
| 2022       | Luccas Neto Em: O Plano dos Vilões          | Luccas           |        |
| 2023       | Os Aventureiros - A Origem                  | Aventureiro Azul |        |
| 2024       | Príncipe Lu e a Lenda do Dragão             | Príncipe Lu      |        |
| 2024       | Luccas e Gi em: Dinossauros                 | Luccas           |        |

## Teatro
| Ano     | Título                                      | Nota(s)          | Ref. |
| ------- | ------------------------------------------- | ---------------- | ---- |
| 2018-19 | Netoland Com Luccas Neto                    | Ele Mesmo        |      |
| 2019-20 | Luccas Neto e Os Aventureiros               | Aventureiro Azul |      |
| 2020-21 | Luccas Neto e a Escola de Aventureiros      | Aventureiro Azul |      |
| 2023-24 | Luccas Neto - O Bem vs O Mal                | Aventureiro Azul |      |
| 2024    | Luccas e Gi em: O Mundo de Magia e Fantasia | Luccas           |      |

## Livros
| Ano  | Título                                   |
| ---- | ---------------------------------------- |
| 2018 | As Aventuras na Netoland Com Luccas Neto |
| 2019 | Brincando Com Luccas Neto                |
| 2019 | Pique-Esconde Com Luccas Neto            |
| 2019 | Luccas Neto Em Os Aventureiros           |
| 2020 | Pique-Esconde Com Os Aventureiros        |

## Prêmios e indicações
| Ano  | Prêmio            | Categoria                 | Resultado | Ref.   |
| ---- | ----------------- | ------------------------- | --------- | ------ |
| 2018 | Meus Prêmios Nick | Canal de Youtube Favorito | Indicado  |        |
| 2019 | Meus Prêmios Nick | Canal de Youtube Favorito | Indicado  | [ 47 ] |
| 2019 | Top Kids          | Brinquedo Nacional do Ano | Venceu    | [ 34 ] |
| 2019 | Top Kids          | Licença do Ano            | Venceu    | [ 34 ] |